# Charlie Fonville
Pour les articles homonymes, voir Fonville.
Charles Edward « Charlie » Fonville (né le 27 avril 1927 à Birmingham et mort à Détroit le 13 juillet 1994) est un athlète américain, spécialiste du lancer du poids, ancien détenteur du record du monde de la discipline. En 1945, il est nommé athlète de l'année par la Michigan High School Track & Field. A l'université, il remporte en 1947 et 1948 le lancer du poids de la National Collegiate Athletic Association (NCAA). En avril 1948, sous les couleurs de l'Université du Michigan, il s'empare du record du monde du lancer du poids, en lançant 17,68 m et repoussant ainsi une marque vieille de 14 ans, établie par Jack Torrance.
Fonville était considéré comme le favori pour la médaille d'or olympique en 1948, mais une blessure au dos l'empêcha de se qualifier pour les Jeux. Après avoir subi une opération au dos en novembre 1948, Fonville manque la saison 1949. Il revient en 1950 pour remporter son troisième titre au sein de la Big Ten Conference. Fonville est ensuite devenu avocat et a pratiqué le droit à Détroit pendant 40 ans. Il a été intronisé au Temple d'honneur d'athlétisme de l'Université du Michigan (en) en 1979.

## Biographie

### Jeunesse
Charlie Fonville naît à Birmingham, dans l'Alabama. A l'âge de 11 ans, il déménage avec sa famille à Decatur, dans l'Illinois. Il déménage de nouveau et s'installe à Détroit lors de sa dernière année de lycée. En 1945, il est nommé athlète de l'année par la Michigan High School Track & Field pour ses résultats et notamment sa première place au Detroit City League Meet. Lors de cette compétition, Fonville s'adjugea le concours du lancer du poids en devançant le champion de l'Etat du Michigan de près d'1,50 m. Plus tard au cours de l'été 1945, il remporte le 100 m, le 200 m, le saut en hauteur et le lancer du poids d'une compétition régionale. Avec un de ses camarades, Jessie Nimmons, il s'aligne sur le relais 4 × 110 yards. Etant seulement deux, ils parcourent chacun 220 yards et remportent l'épreuve. Ils furent cependant disqualifiés pour ne pas avoir pu aligner une équipe complète. 
En 1945, Fonville s'inscrit à l'Université du Michigan sans bourse. Il paie ses études universitaires avec des emplois d'été et en travaillant à la cantine d'une association de sororité. 

### Record de la Big Ten Conference en 1947
A l'université, Fonville remporte le concours du lancer du poids en salle de la Big Ten Conference en 1947. Il entame la saison estivale en lançant à 16,15 m ce qui lui permet de s'approcher du record de la conférence détenu jusqu'alors par William Watson (en). Ce dernier est battu début mai, lorsqu'en compétition Fonville lance à 16,42 m. Lors des finales de la Big Ten Conference, qui se déroule fin mai à Evanston dans l'Illinois, Fonville améliore par deux fois sa marque en lançant d'abord 16,45 m, puis 16,48 m lors du même concours. Le mois suivant, Fonville continue de s'améliorer avec un lancer de 54 pieds 10,875 pouces (16,74 m) pour remporter son premier titre national en NCAA.

### Record du monde en 1948
L'année suivante, Fonville remporte de nouveau le concours du lancer du poids en salle de la Big Ten Conference. Le 17 avril, lors des Kansas Relays se déroulant à Lawrence, il bat le record du monde du lancer du poids en lançant à 58 pieds 0,25 pouces soit 17,68 m,. Le précédent record du monde étant de 17,40 m et avait été établi en 1934 par Jack Torrance. La United Press rapporte à ce sujet, : 

« Deux des plus grands athlètes noirs du pays ont battu deux records du monde samedi [le coureur de haies Harrison Dillard était l'autre] lors de la 23e réunion annuelle des Kansas Relays et font monter en flèche les espoirs olympiques américains. Charles Fonville, puissant lanceur de poids du Michigan, a brisé la marque mondiale dans son épreuve avec un lancer de 58 pieds 0,25 pouces (17,68 m) ... La grande performance de Fonville est survenue lors des qualifications du matin. ... Fonville a fait irruption sous la lumière des projecteurs à l'automne dernier et n'a cessé d'y être depuis. Son lancer de samedi était de près de 6 pieds (1,80 m) supérieur à celui de son concurrent le plus proche. »

— United Press
Ironiquement, Fonville ne se sentait pas en état de participer aux Kansas Relays. Une blessure au dos l'avait découragé, et il avait été envisagé qu'il ne fasse pas partie du voyage.
Fonville notait dès l'époque que, selon lui, la vitesse était plus essentielle que le poids et le muscle au lancer du poids. En évoquant sa technique, Fonville déclare : « Tu te concentres, puis tu essaies simplement d'exploser à travers le cercle »,. Son entraîneur, Ken Doherty,  décrit Fonville comme « l'un des athlètes les plus travailleurs et les plus studieux »qu'il ait jamais eu à entraîner. Ce dernier estime également que la technique de Fonville le distingue de la plupart des lanceurs de poids de son époque,: 

« Fonville traverse complètement l'aire [de lancer] en un seul mouvement continu. Auparavant, la plupart des lanceurs de poids faisaient leur saut initial et ralentissaient avant leur enchaînement final. ... Tout entraîneur de piste le regardant, reconnaîtrait tous les points d'une bonne forme. La seule différence est qu'il a une vitesse et une rapidité inhabituelle - et qu'il est le plus grand compétiteur que je n'ai jamais entraîné. »

— Ken Doherty
A cette époque, un chroniqueur analyse l'amélioration constante de Charlie Fonville, de 1946 à 1948, et en conclu que: « Fonville est le plus grand de la longue histoire des lanceurs de poids »,. 
Le fils de Fonville, Carl Eric Fonville, a écrit plus tard que son père était troublé par le traitement inégal réservé aux athlètes afro-américains lors des Kansas Relays où il a établi le record du monde. À leur arrivée aux Kansas Relays, Fonville et Harrison Dillard, du Baldwin-Wallace College, furent logés dans la maison d'une famille noire. Carl Eric rapporte que les deux athlètes décident alors d'aller se promener sur le campus de l'Université du Kansas, où ils croisent des athlètes blancs en visite guidée du campus. Envisageant de ne pas participer à l'épreuve en raison de la discrimination ambiante, Fonville est convaincu de rester par Don Canham (en). 
En juin 1948, Fonville défend avec succès son titre aux championnats NCAA avec un meilleur jet s'établissant à 16,64 m.

### Blessure et non-qualification olympique
Avant même les Kansas Relays, la presse estime que Fonville n'a qu'à conserver sa forme pour remporter de manière certaine le lancer du poids aux Jeux olympiques. Après avoir établi le record du monde, Fonville fait figure de grandissime favori aussi bien de la part de la presse américaine, que celle européenne. Cependant, Fonville avait participé aux compétitions durant toute l'année 1948 avec une blessure au dos. La blessure s'était aggravée au fur et à mesure que la saison sur piste avançait et, début juillet 1948, Fonville est contraint de se retirer des championnats nationaux d'athlétisme de l'AUA en raison de cette blessure. 
Fonvile participe quand même aux sélections olympiques se déroulant à Evanston à la mi-juillet 1948. Il termine alors 4e de l'épreuve, ce qui ne lui permet pas de se qualifier pour les Jeux olympiques en dépit de sa qualité de recordman du monde,. Fonville déclarera alors sobrement : « Je n'ai tout simplement pas lancé assez loin cette fois ». Aux Jeux olympiques, Wilbur Thompson décrochera la médaille d'or avec un meilleur lancer à 17,12 m, en deçà de 61 cm du record de Fonville. 
En dépit de cette non-qualification aux Jeux olympiques, Fonville est choisi par ses coéquipiers pour devenir capitaine de l'équipe d'athlétisme de l'Université du Michigan pour la saison 1949. Cependant, Fonville souffrait toujours du dos. En octobre 1948, après des mois d'examens médicaux et de périodes d'observations, les médecins de l'hôpital de l'Université du Michigan concluent que Fonville souffre d'une importante détérioration et d'un déplacement important des vertèbres. Il semble que l'athlète souffre de ces problèmes depuis sa naissance mais que les concours de lancer de poids n'ont fait qu'aggraver le phénomène. La gravité de la blessure compromet la suite de la carrière sportive de Fonville. Certains considèrent déjà que sa carrière est terminée et lui adressent de vibrants hommages. 

« Apprendre que Charlie Fonville, as du lancer du poids du Michigan, ne fera plus vibrer les foules avec ses lancers exceptionnels a été un choc écœurant. Fonville, qui lance le poids de 16 livres (7,3 kg) comme le citoyen moyen joue avec une balle de baseball, aurait pu être le plus grand de l'histoire de sa discipline. Grand, puissant et parfaitement coordonné, il est devenu l'idole des fans de lancer de poids à travers le pays. Il a détruit l'idée persistante qu'un bon lanceur de poids devait ressembler à un hippopotame à deux pattes. Il a donné de l'espoir aux athlètes de tous morphotypes. Lors de la rencontre d'athlétisme Big Nine à Madison, Wisconsin, au printemps de cette année, on a pu découvrir exactement à quel point le nègre à la voix douce avait changé de dimension. ... Chaque fois qu'il est venu dans l'aire de lancer des murmures d'impatiences émanaient des gradins. Au moment où son poids quitta ses mains, tous les yeux le suivirent dans un vol lourd. ... Lorsque [le juge] a annoncé que le record de la Conférence Ouest avait été battu, une explosion, comme le vent d'une soufflerie géante, a éclaté des gradins. Bien que cela soit frappant en soi, le meilleur régal restait jusqu'au dernier. Après que Fonville soit revenu du disque, il fut inondé de jeunes chasseurs d'autographes. Avec seulement une demande de "pas de bousculade", l'athlète symétriquement parfait s'est assis et a rempli son obligation de gloire." »

— Tom Smith, rédacteur en chef du Waukeha Daily Freeman Sports.
Début novembre 1948, les médecins opèrent Fonville et lui placent notamment une greffe osseuse sur ses vertèbres fissurées. L'opération fut un succès total et les médecins espèrèrent que l'athlète pourra revenir à la compétition en 1950,. 

### Retour modeste en 1950
Après s'être absenté de la saison 1949 pour laisser le temps à son dos de guérir de l'opération, Fonville est revenu à la compétition en 1950. Il n'atteint cependant pas ses performances de 1948. Lors d'une rencontre athlétique opposant le Michigan au Wisconsin, il lance 16,34 m pour remporter le concours,. Il remporte le titre en salle de la Big Ten Conference pour la troisième fois de sa carrière. Pendant sa période de convalescence, son compatriote Jim Fuchs s'était emparé du record du monde. Au cours de l'année 1950, ce dernier porte ce record à 17,95 m. Dès lors, Fonville souffre de la comparaison avec Fuchs et, bien qu'il enchaîne des performances honorables, il ne parvient plus à refranchir de nouveau la barre des 17 m,. Fonville met un terme à sa carrière au sortir de l'université en 1950. 

### Après l'athlétisme
Fonville obtient son diplôme en droit à l'Université du Michigan en 1950. Il travaille ensuite au sein du département juridique de l'entreprise de construction automobile Kaiser-Frazer (en). Il prend en même temps des cours du soir à la Wayne State University Law School (en). Il devient ensuite avocat à Détroit de 1954 à 1994. En 1979, Fonville est intronisé au Temple d'honneur d'athlétisme de l'Université du Michigan (en). En 1994, Fonville décède à l'hôpital de l'Université du Michigan, le même hôpital où il avait subi son intervention chirurgicale en 1948 pour réparer ses vertèbres. Il avait 67 ans lorsqu'il est décédé.

## Palmarès
| Date | Compétition                 | Lieu           | Résultat | Épreuve         | Marque  |
| ---- | --------------------------- | -------------- | -------- | --------------- | ------- |
| 1947 | Championnats universitaires | Salt Lake City | 1er      | Lancer du poids | 16,74 m |
| 1948 | Championnats universitaires | Minneapolis    | 1er      | Lancer du poids | 16,64 m |
| 1948 | Sélections olympiques       | Evanston       | 4e       | Lancer du poids | N.C     |

## Records
| Épreuve         | Performance | Lieu     | Date          |
| --------------- | ----------- | -------- | ------------- |
| Lancer du poids | 17,68 m     | Lawrence | 17 avril 1948 |